# Mansyur S.
Mansyur S. es un cantante indonesio, conocido como la estrella del género dangdut, un estilo musical creado en Indonesia. Además él es vocalista de la agrupación Dangdut Manis conocido también como "Sweet Dangdut", con quienes canta y participa en diferentes espectáculos y conciertos. Además sus registros musicales de colección son publicados bajo el sello Smithsonian Folkways, empresa discográfica conocida también como Indonesian Popular Music: Krongcong, Dangdut, & Langgam Jawa.